# Blaue Soldatenkrabbe

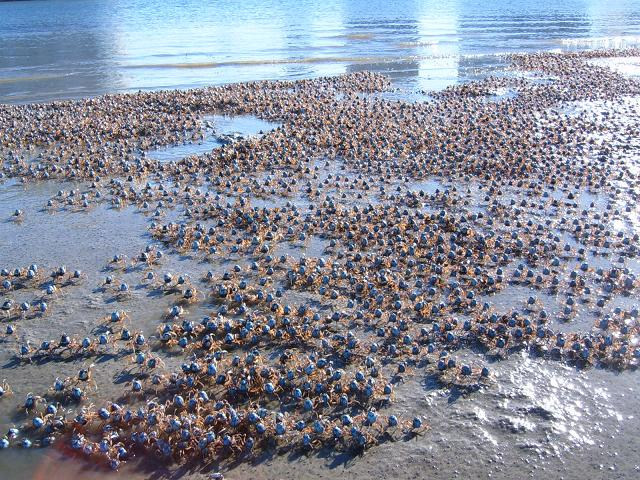
Armee von Blauen Soldatenkrabben am Strand des zu Gold Coast City zählenden Stadtteils Labrador

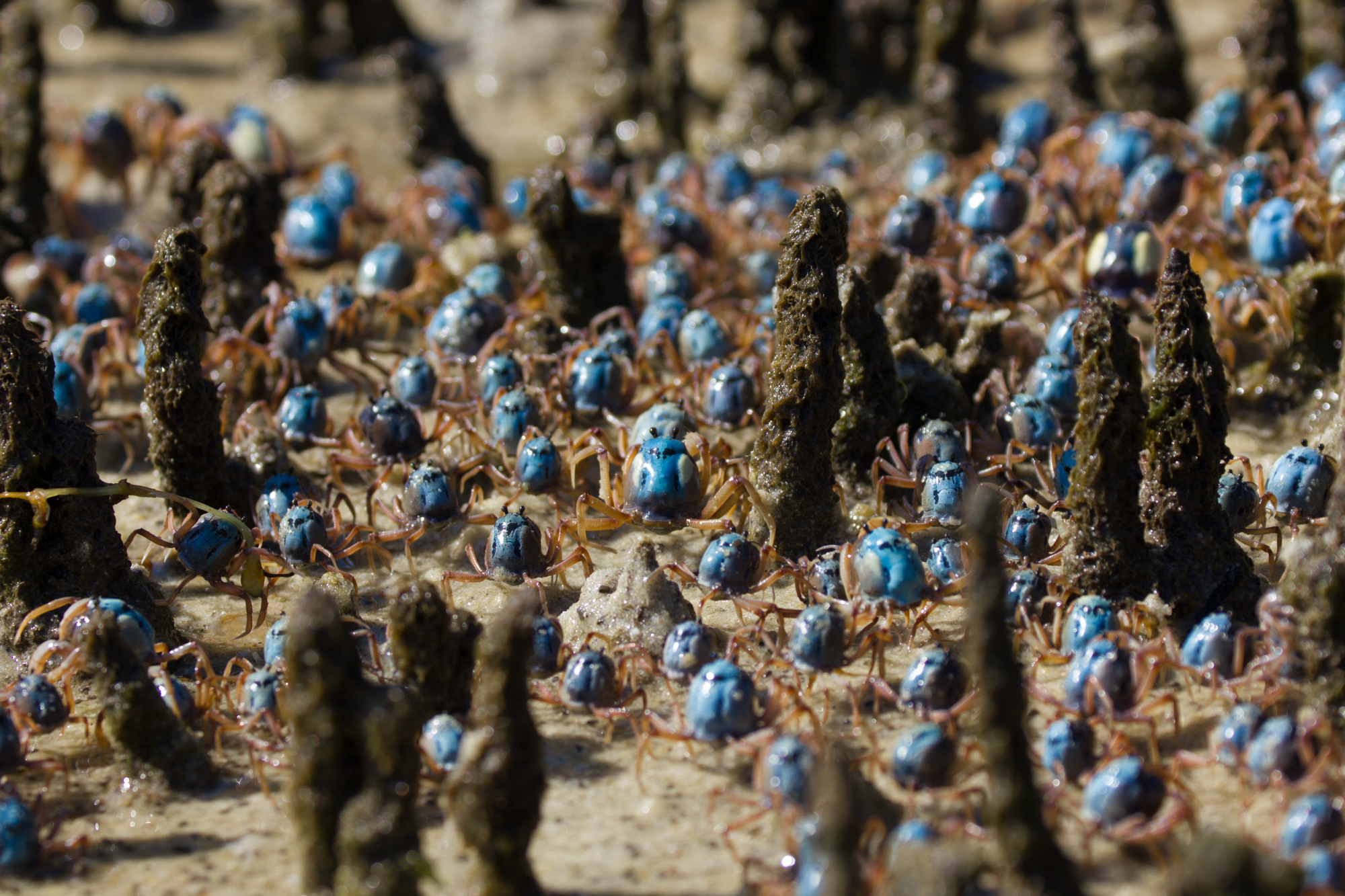
Blaue Soldatenkrabben in Mangrovensumpfgebiet

Die Blaue Soldatenkrabbe (Mictyris longicarpus) ist eine in Australien vorkommende Krabbenart aus der Familie der Soldatenkrabben (Mictyridae). Weitere Trivialnamen der Art sind: Hellblaue Soldatenkrabbe und Grenadierkrabbe (alle Trivialnamen beziehen sich vermutlich auf den gesamten Artenkomplex, der bis 2008 als eine Art aufgefasst worden war). Sie verdankt ihre Namen den großen, zuweilen aus einigen tausend Tieren bestehenden Gruppen (Armeen), in denen vor allem ihre Männchen auftreten.

## Merkmale
Der Panzer (Carapax) der Blauen Soldatenkrabbe erreicht beim Männchen eine Länge von 20 bis 25 Millimetern, die Art ist damit merklich größer als die vier anderen Vertreter der Gattung in Australien. Er ist abgerundet, fast kugelig, in Aufsicht verrundet fünfeckig, etwas breiter als lang (etwa 1,2 zu 1). Seine Seitenregion (die die Kiemen oder Branchiae bedeckt, darum Branchialregion genannt) ist ein wenig angeschwollen, sie bedeckt aber bei Ansicht genau von oben nicht die Basis der Schreitbeine. Sein Hinterrand ist abgestutzt, nach hinten merklich etwas abgerundet erweitert. Seine Oberfläche ist im Verhältnis zu den verwandten Arten auffallend glatt, nur bei mikroskopischer Betrachtung ist eine schwache, gleichmäßige Körnelung sichtbar. Die beweglichen, aus Vertiefungen des Vorderrands des Carapax vorstehenden Komplexaugen sind erkennbar gestielt, kugelförmig und merklich größer als bei allen verwandten Arten. Der zwischen den Augen stehende Mittellappen des Carapax-Vorderrands ist vorgezogen mit einer abgestumpften Spitze, seine Seiten parallel und gerade.
Das erste Paar der fünf Schreitbeinpaare trägt, wie typisch für Krabben, Scheren (Chelae). Das Scherenglied ist mäßig groß, sein Basisabschnitt (Scherenhand) etwa drei Viertel der Länge des unbeweglichen Scherenfingers, der bewegliche Finger (Dactylus) ist ein wenig länger als dieser. Als Artmerkmal trägt der bewegliche Finger einen großen, konischen Zahn nahe der Basis seiner Schneidekante. Die übrigen vier Schreitbeinpaare sind lang und schlank, sie sind unbedornt. Während sich die überwiegende Anzahl der Krabbenarten seitwärts bewegt, läuft die Blaue Soldatenkrabbe vornehmlich vorwärts.
Die Art ist durch ihre Färbung sehr auffallend, diese Farben sind nur an lebenden Tieren deutlich und verblassen beim Konservieren. Der Carapax ist auf der Oberseite himmelblau, das (wie typisch für Krabben auf die Unterseite eingeklappte) Pleon und die Oberseite der Maxillipeden ebenso, aber etwas heller. Die Unterseite (Sternum) und die Branchialregion des Carapax sind weiß (cremeweiß, selten blassbläulich), ebenso die Grundfarbe der Beine. Die Gelenke zwischen den Beingliedern tragen auf der Oberseite ein purpurn, rotbraun oder braun gefärbtes Band, beim Weibchen etwas blasser gefärbt.
Bei der ähnlichen, nur an der Nordküste Australiens zwischen Kimberley und Cape York verbreiteten Mictyris darwinensis ist der Carapax nur blass blau bis weiß, seine Branchialregion braun bis rotbraun gefärbt, die rotbraunen Bänder der Beingelenke fehlen dieser ganz. Die beiden zusammen mit Mictyris longicarpus an der australischen Ostküste lebenden Arten lassen sich so unterscheiden: Bei Mictyris platycheles sind Carapax und Maxillipeden auf der Oberseite merklich grob gekörnt, die eher schieferblau gefärbte Mictyris livingstonei besitzt keinen Zahn auf dem beweglichen Scherenfinger.

## Verbreitung und Lebensraum
Die Art ist ausschließlich an der Ostküste Australiens verbreitet, im Nordosten bis Queensland. Vorkommen an der australischen Nord- und Westküste sowie weitere im gesamten Indopazifik werden heute anderen Arten zugeordnet, so etwa der weit verbreiteten Mictyris brevidactylus Stimpson, 1858, die von Frank McNeill, bei seiner Revision der Gattung, irrtümlich als Varietät von Mictyris longicarpus aufgefasst worden war. Die 2008 als neue Art abgetrennte Mictyris occidentalis war bis dahin ebenfalls als eine Form dieser Art aufgefasst worden. Sie kommt nicht östlich von Dampier Peninsula vor und ist von Mictyris longicarpus damit durch eine mehrere Hundert Kilometer breite Verbreitungslücke getrennt, in der keine Soldatenkrabben leben können.
Sie bevorzugt, wie auch alle anderen Arten der Gattung, feuchte, sandige Strandregionen, Flussmündungen oder Mangrovensumpfgebiete. Die Tiere leben die meiste Zeit eingegraben im Sand oder Schlick.

## Lebensweise
Die Blaue Soldatenkrabbe hält sich für die meiste Zeit des Tages im feuchten Sand vergraben auf. Die Krabben erscheinen lediglich einige Stunden vor Ebbe an der Oberfläche. Das erste Anzeichen für ein Aufsteigen ist die Entstehung von kleinen hügelartigen Erhebungen (Hummocks) an der Oberfläche des Sandes. Die Anzahl der emporkommenden Krabben wird durch Temperatur, Wind und Niederschlag beeinflusst, wobei das Verhältnis der Geschlechter stark variieren kann. Es gibt Zeiträume, zu denen fast alle sichtbar werdenden Krabben männlich sind, während anderntags eine nahezu äquivalente Mischung aus Männchen und Weibchen vorhanden sein kann.
Bemerkenswert ist, dass die Art, obwohl kiemenatmend, über 90 Prozent ihres Sauerstoffbedarfs aus der Luft deckt, die Blaue Strandkrabbe ist also luftatmend. Dazu ist ihre Kiemenkammer in zwei Abschnitte geteilt, der untere ist wasser-, der obere luftgefüllt, beide werden durch eine Querwand, die epibranchialen Septen, voneinander getrennt. Die „Lunge“ besteht aus fingerförmigen, verzweigten, von Kutikula ausgekleideten Luftkanälen, die tief ins Gewebe der die Kiemen einschließenden Seitenränder der Kiemenkammer (Branchiostegit) und der Septen eindringen. Diese enden blind in feinen, kapillarartigen Gefäßen. Wenn die Krabben sich bei Flut mit einer korkenzieherartigen Drehung eingraben, schließen sie mit ihrem Körper eine Luftblase mit ein, die etwa das vier- bis fünffache Volumen der Krabbe ausmacht. Die Luftblase bleibt intakt, wenn der sie einschließende Sand zwei Meter hoch überstaut wird.
Die Blauen Soldatenkrabben ernähren sich, indem sie das Substrat (Sand oder Schlick) fressen, in dem sie eingegraben leben. Dazu schaufeln sie mit ihren Scheren den feuchten Sand unter ihre Mundplatten und nehmen die darin enthaltenen Nährstoffe auf. Sie scheiden die unverdaulichen mineralischen Bestandteile als Kotkügelchen wieder aus und hinterlassen sie an der Strandoberfläche. Wichtigste Nahrungsbasis sind, neben Detritus, Bakterien und einzelligen Diatomeen (Kieselalgen) und der im Sandlückensystem (Mesopsammon) lebenden Meiofauna, kleine Organismen von weniger als 1 Millimeter Körperlänge. Soweit bekannt, ist die Krabbe in der Ernährung nicht wählerisch. Bei der Sortierung des Substrats hilft ihnen ein Wasserstrom, den sie mit ihren Kiemen erzeugen. Sie nutzen auch Schneckeneier (Gastropoda) und Fadenwürmer (Nematoda), die sie aus dem feuchten Sand auflesen.
Nach Beendigung der Nahrungsaufnahme beginnen die Soldatenkrabben zu wandern. Dabei bilden sie Armeen von einigen hundert oder tausend Tieren, die im Allgemeinen nur aus Männchen bestehen. Die größten Individuen laufen vorne, wahrscheinlich weil sie sich aufgrund ihrer etwas längeren Beine schneller fortbewegen können. Die Armee bewegt sich mit einer Geschwindigkeit von knapp einem Meter pro Minute fort. Die Wanderbewegung variiert zwischen 30 Minuten und zwei Stunden. Anschließend kehren die Krabben zu den Stellen zurück, von denen sie kamen. Nach Beendigung der Wanderbewegung, bei Störungen oder beim Auftauchen von Fressfeinden sowie bei auflaufender Flut graben sich die Tiere mit einer schraubenförmigen Bewegung in den Sand ein.
Gründe, warum fast nur Männchen wandern, und welchen Zweck die Wanderungen der Armeen von Blauen Soldatenkrabben haben, sind noch ungeklärt. Wanderungen und Bildung von Armeen bei anderen Tierarten verfolgen stets einen bestimmten Zweck:
- bei der Weihnachtsinsel-Krabbe (Gecarcoidea natalis) dienen die Wanderungen der Fortpflanzung.
- bei Wanderameisen schwärmen riesige Armeen zum Beutefang aus. Angegriffene Arten wiederum stellen Armeen zur Verteidigung auf.
- Armeen der Roten Feuerameise (Solenopsis invicta) vertreiben andere Ameisenarten, nehmen deren ursprüngliche Standorte ein und besiedeln als Neobiota weitere neue Flächen.

## Fressfeinde
Zu den Fressfeinden der Blauen Soldatenkrabbe zählen Stachelibis (Threskiornis spinicollis), Gouldliest (Todiramphus sordidus), Silberreiher (Ardea alba), Gemeiner Krötenfisch (Tetractenos hamiltoni), Australische Mondschnecke (Conuber sordidum), Gehörnte Geisterkrabbe (Ocypode ceratophthalma) und die zu den Quadratkrabben (Grapsidae) zählende Metopograpsus messor.

## Taxonomie und Systematik
Die Art wurde, unter ihrem heute validen Namen, 1806 durch Pierre André Latreille in seinem Werk Genera crustaceorum et insectorum secundum ordinem naturalem in familias disposita, iconibus exemplisque plurimis explicata erstbeschrieben, sie ist die Typusart der Gattung Mictyris. Der Name wurde häufig falsch geschrieben, so etwa von Henri Milne Edwards als „Myctiris longicarpis“.
Da Latreille das Material als Ausbeute einer Sammlungsexpedition (unternommen von François Péron und Charles-Alexandre Lesueur) erhielt und nicht selbst gesammelt hatte, war ihm der genaue Fundort unbekannt, so dass er als Typlokalität nur „in Oceano Indiae Orientalis“ angab. Diese Angabe hat später erhebliche Konfusion verursacht. William Stimpson beschrieb 1858 in einer kurzen Notiz eine neue Art Mictyris brevidactylus von der Südküste Chinas. Unglücklicherweise ging sein Typmaterial bei einem Unglück verloren und Stimpson starb, ehe er die geplante Veröffentlichung vollenden konnte, die dann postum herausgegeben wurde. Spätere Taxonomen betrachteten beide Arten lange Zeit, auch gestützt auf Latreilles missverständliche Verbreitungsangabe, als Synonym. Da auch Frank McNeill in seiner Gattungsrevision Stimpsons Art nur als Varietät einer weitgefassten, variablen Art Mictyris longicarpus auffasste, hielt sich lange Zeit die Vorstellung, die Gattung umfasse nur drei Arten, darunter Mictyris longicarpus mit einer weiten Verbreitung in Australien und Asien. Aufbauend auf Arbeiten von Peter Davie vom Queensland Museum, splittete Joyleen Unno die Art auf und setzte Mictyris brevidactylus wieder als valide Art ein. Seitdem wurden weitere Arten beschrieben, so dass die Gattung Mictyris, Stand 2022, acht Arten umfasst, davon fünf in australischen Gewässern. Mictyris longicarpus gilt seitdem als rein ostaustralische Art.